# La Cuba

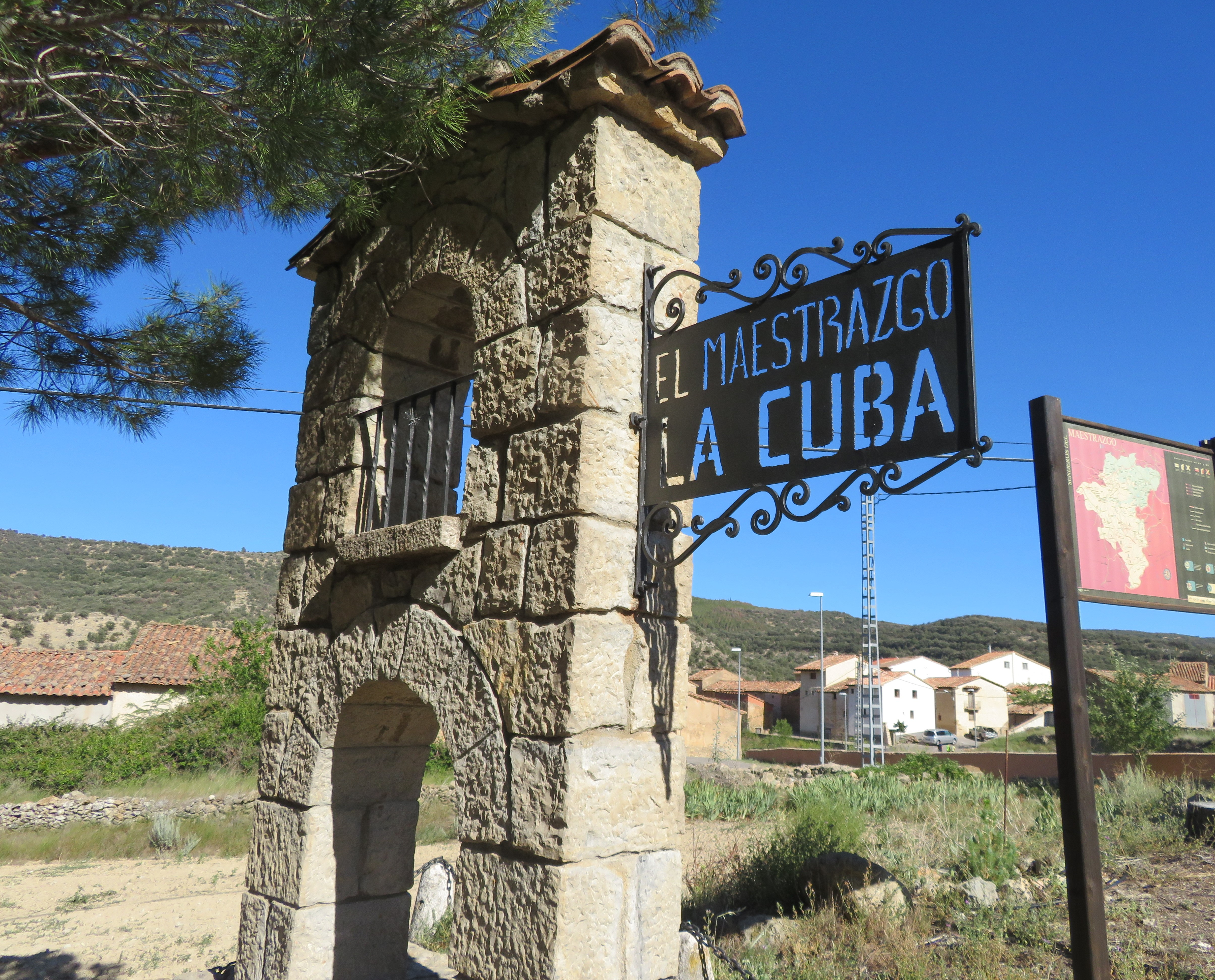
La Cuba (Teruel).

La Cuba ist eine spanische Gemeinde in der Provinz Teruel der Autonomen Gemeinschaft Aragonien. La Cuba liegt im Osten der Provinz im Tal des Río de la Cuba und ist auf dem Straßenweg nur über die Nachbarprovinz Castellón erreichbar. Das Gemeindegebiet hat eine Fläche von 6,51 km².
2024 hatte die Gemeinde 50 Einwohner. Im 19. Jahrhundert wohnten über 400 Personen im Ort, 1910 waren es noch 396 Einwohner, 1950 286 und 121 Einwohner im Jahr 1981.

## Söhne und Töchter der Stadt
- Alfonso Milián Sorribas (1939–2020), römisch-katholischer Geistlicher, Bischof von Barbastro-Monzón